# Бібліотека пригод
«Бібліотека пригод» — радянська серія пригодницьких і фантастичних книг для підлітків. Видавалась Державним дитячим видавництвом Міністерства освіти РРФСР (1 серія, 20 томів) і видавництвом «Дитяча література» (2, 20 томів, і 3 серії, перевидання 1-ї). Перше видання було випущене з 1955 по 1960. Книги серії мають букіністичну і антикварну цінність.
Перша серія була перевидана в 1981-1985 роках видавництвами «Машинобудування», «Радіо і зв'язок», «Транспорт», «Вища школа», «Металургія» а також частково в 2000-х видавництвом «Ексмо».

## Список книг першої серії (1955-1960)
- Том 1. Д. Дефо «Пригоди Робінзона Крузо», 1955.
- Том 2. Дж. Свіфт «Мандри Лемюеля Гуллівера», 1955.
- Том 3. Ж. Верн «Діти капітана Гранта», 1956.
- Том 4. О. М. Толстой «Гіперболоїд інженера Гаріна». «Аеліта», 1956.
- Том 5. А. Конан Дойл «Записки про Шерлока Холмса», 1956.
- Том 6. І. Єфремов «На краю Ойкумени», «Зоряні кораблі», 1956.
- Том 7. Р. Стівенсон «Острів скарбів», «Чорна стріла», 1957.
- Том 8. В. Каверін «Два капітани», 1957.
- Том 9. Л. Буссенар «Викрадачі діамантів», 1957.
- Том 10. Г. Р. Гаґґард «Копальні царя Соломона», «Прекрасна Маргарет» 1957.
- Том 11. В. Обручев «Плутонія», «Земля Санникова», 1958.
- Том 12. М. Твен «Пригоди Тома Соєра», «Пригоди Гекльберрі Фінна», 1958.
- Том 13. А. Рибаков «Кортик», «Бронзовий птах», 1958.
- Том 14. Г. Емар «Тверда Рука», «Гамбусіно», 1958.
- Том 15. В. Скотт «Квентін Дорвард», 1958.
- Том 16. Ф. Купер «Останній з могікан», 1959.
- Том 17. Майн Рід «Оцеола, вождь семинолів», 1959.
- Том 18. Г. Адамов «Таємниця двох океанів», 1959.
- Том 19. А. Дюма «Три мушкетери», 1959.
- Том 20. В. Коллінз «Місячний камінь», 1959.